# Martin Lébl
Martin Lébl (ur. 12 kwietnia 1980 w Pradze) – były czeski siatkarz, wielokrotny reprezentant Czech, grający na pozycji środkowego. 3 lipca 2012 zdecydował się zakończy karierę na hali, ale rozpoczął grę jako siatkarz plażowy.
Na Igrzyskach Olimpijskich 2000 w Sydney reprezentował Czechy w siatkówce plażowej w parze z Michalem Palinkiem.

## Sukcesy

### klubowe
- 1997 - wicemistrzostwo Czech
- 1998 - mistrzostwo Czech
- 1997 - Puchar Czech
- 1999 - mistrzostwo Belgii
- 1999 - Puchar Belgii
- 1999 - Superpuchar Belgii
- 2000 - Superpuchar Belgii
- 2001 - mistrzostwo Belgii
- 2001 - Puchar Belgii
- 2002 - mistrzostwo Belgii
- 2002 - Puchar Belgii
- 2002 - Superpuchar Belgii
- 2008 - Puchar Włoch
- 2008 - Superpuchar Włoch

### reprezentacyjne
- 2004 - Liga Europejska

## Nagrody indywidualne
- 2001 - Najlepiej atakujący zawodnik Mistrzostw Europy (Czechy)
- 2003 - Najlepiej atakujący zawodnik Ligi Światowej
- 2004 - Najlepiej atakujący Ligi Europejskiej
- 2009 - Najlepiej atakujący zawodnik Ligi Mistrzów